# Gajusz Cestiusz
Gaius Cestius Epulo (zm. 43 p.n.e.) – ekwita, pretor w roku 44 p.n.e. Był przeciwnikiem Antoniusza, zginął wskutek proskrypcji. Być może to właśnie jemu rodzina wystawiła pomnik w okolicy Porta Ostiensis w postaci piramidy (Piramida Cestiusza) włączony później w obręb Murów Aureliańskich. Piramida ta została wzniesiona w ciągu 330 dni, a na jej ścianach i suficie zachowały się ślady malowideł.